# Voetbalelftal van Servië en Montenegro (vrouwen)
Het vrouwenvoetbalelftal van Servië en Montenegro was een voetbalteam dat Servië en Montenegro vertegenwoordigde in internationale wedstrijden en competities. Dit artikel betreft ook het voetbalelftal van de Federale Republiek Joegoslavië (ook Klein-Joegoslavië genoemd, 1992-2003).
Het elftal speelde zijn eerste interland op 19 augustus 1995 tegen Bulgarije, drie jaar nadat het vanwege de Joegoslavische oorlogen werd uitgesloten van competitie. In het bestaan van het elftal heeft het zich voor geen enkele eindronde gekwalificeerd. Op 21 juni 2006 werd de laatste interland gespeeld tegen Italië. Hierna werden Servië en Montenegro opgesplitst in twee verschillende landen, en dus twee aparte elftallen. Het Servisch elftal werd gezien als de officiële opvolger van het elftal van Servië en Montenegro.

## WK-historie
- 1995: Uitgesloten van deelname vanwege de Joegoslavische oorlogen
- 1999-2003: Niet gekwalificeerd

## EK-historie
- 1995: Uitgesloten van deelname vanwege de Joegoslavische oorlogen
- 1997-2005: Niet gekwalificeerd

FSSCG · A-internationals · Bondscoaches · Vrouwenelftal van Servië en Montenegro · Servië en Montenegro U19 · Servië en Montenegro U17
2003 – 2006
WK 2006
OS 2004
2003 · 
2004 · 
2005 · 
2006
Argentinië ·
Azerbeidzjan ·
België ·
Bosnië en Herzegovina ·
Bulgarije ·
China ·
Duitsland ·
Engeland ·
Faeröer ·
Finland ·
Italië ·
Ivoorkust ·
Japan ·
Litouwen ·
Nederland ·
Noord-Ierland ·
Noorwegen ·
Oekraïne ·
Polen ·
San Marino ·
Slovenië ·
Slowakije ·
Spanje ·
Tunesië ·
Uruguay ·
Wales ·
Zuid-Korea
Argentinië (2006) · 
Ivoorkust (2006) · 
Nederland (2006)